# Gladys West
Gladys Mae West (Dinwiddie County, 1931) is een Amerikaans wiskundige. Ze was betrokken bij de uitvinding van het systeem voor de GPS.

## Biografie
Gladys Mae Brown werd in Dinwiddie County geboren in een familie van pachters. Ze kreeg vanwege haar goede studieresultaten op de highschool een studiebeurs aangeboden. Ze ging wiskunde studeren aan de Virginia State University en na haar afstuderen gaf ze enkele jaren les. In 1956 ging ze werken bij de Naval Surface Warfare Center Dahlgren Division in Dahlgren. Hier begon Gladys Brown met het verzamelen van data uit satellieten om exacte locaties te kunnen bepalen. Mede door deze informatie kon het systeem van de GPS ontworpen worden.
Tijdens haar werk in Dahlgren leerde ze haar toekomstige echtgenoot kennen, Ira West, met wie ze in 1957 trouwde. Gladys West bleef als wiskundige werken voor de marine en werd projectmanager van Seasat. In 1988 ging ze met pensioen. Na haar pensioen sukkelde ze met haar gezondheid; zo moest ze door een beroerte haar PhD uitstellen. In 2018 rondde ze haar PhD aan de Virginia Tech ten slotte af. In datzelfde jaar, op 6 december, werd ze opgenomen in de United States Air Force Hall of Fame. In 2021 kreeg ze als eerste vrouw de Prince Phillip Medal van de Royal Academy of Engineering, de hoogste individuele onderscheiding die dit instituut uitreikt.